# Lido Town
Lido Town è una suddivisione dell'India, classificata come census town, di 8.572 abitanti, situata nel distretto di Tinsukia, nello stato federato dell'Assam. In base al numero di abitanti la città rientra nella classe V (da 5.000 a 9.999 persone).

## Società

### Evoluzione demografica
Al censimento del 2001 la popolazione di Lido Town assommava a 8.572 persone, delle quali 4.475 maschi e 4.097 femmine. I bambini di età inferiore o uguale ai sei anni assommavano a 839, dei quali 425 maschi e 414 femmine. Infine, coloro che erano in grado di saper almeno leggere e scrivere erano 6.101, dei quali 3.458 maschi e 2.643 femmine.